# Galeotto II Pico della Mirandola
Galeotto II Pico ou na sua forma mais completa Galeotto II Pico della Mirandola (em italiano:  Galeotto II Pico della Mirandola; Mirandola, 1508 – Paris, 20 de novembro de 1550), foi um nobre e condotiero italiano, membro da família Pico.
Foi Conde de Mirandola e Concordia.

## Biografia
Era filho de Ludovico I Pico della Mirandola, morto na batalha de Polesella em 15 de dezembro de 1509, a quem sucedeu apenas com 1 ano de idade. Cresceu sob a tutela da mãe, Francisca Trivulzio, que governou os estados durante a sua menoridade, obtendo a confirmação quer do Imperador quer do Papa. Francisca Trivulzio procurou também o apoio do Rei de França para contrariar as reivindicações do cunhado, João Francisco II, que fora desapossado do governo de Mirandola pelos irmãos mais novos (Frederico I e Ludovico I) na sequência cerco de Mirandola de 1502.
Com a alteração do quadro político italiano, após a paz entre o Papa Júlio II e a República de Veneza (14/15 de fevereiro de 1510) e com o início dos confrontos com o rei Luís XII de França, a guerra avizinhava-se e o jovem Galeotto II é colocado a salvo em Milão, durante o célebre cerco de Mirandola de 1510-1511 empreendido pelo Papa Júlio II.
Galeotto criou um ódio para com o tio João Francisco II que, em 1511, retoma Mirandola embora por poucos meses, sendo a cidade retomada pela família Trivulzio. Após todos estes conflitos, o imperador encarregou o seu enviado Matthäus Lang, Bispo de Gurck de resolver a questão: a 13 de outubro de 1513 foi decidido dividir o Estado em duas partes, com o senhorio de Mirandola entregue a João Francisco II e o condado de Concórdia a Francisca Trivulzio, que procura a proteção de Francisco II Gonzaga, Marquês de Mântua, estabelecendo-se o casamento do jovem Galeotto II com Hipólita Gonzaga, casamento que veio a ser celebrado a 7 de agosto de 1524. 
Na noite de 15 para 16 de outubro de 1533, Galeotto entrou no castelo de Mirandola com a ajuda de 40 partidários que lhe eram fieis, e assassinou o tio e o filho deste, o seu primo Alberto, retomando o poder também em Mirandola.
O imperador Carlos V enviou os seus emissários a Mirandola, intimando Galeotto a entregar os Estados, mas dada a sua recusa foi condenado à morte por felonia. Mas nem o envio do general António de Leyva e do conselheiro Marino Caracciolo conseguiu demover Galeotto. Em 1534, coloca-se então, sob proteção do rei Francisco I de França, enviando os filhos para a corte de França. Em 1536, ao reacender-se a guerra entre franceses e imperiais, Galeotto participou no Piemonte nas manobras contra as tropas do imperador.
Galeotto vem a morrer em Paris em 1550, tendo-lhe sucedido o filho Luís II.

## Casamento e descendência
Galeotto II casou em 1526 com Hipólita Gonzaga, filha de Ludovico Gonzaga, conde de Sabbioneta, de quem teve seis filhos:
1. Luís (Luigi) (1526-1581), religioso;
2. Sílvia (Silvia), sem aliança;
3. Hipólito (Ippolito) (?-1569), cavaleiro;
4. Luís (Ludovico) (?-1568), que veio a suceder ao pai nos estados familiares;
5. Lívia (Livia);
6. Fúlvia (Fulvia).